# Ozero Beloje (sjö i Belarus, Vitsebsks voblast, lat 55,16, long 26,85)
Ozero Beloje (ryska: Озеро Белое) är en sjö i Belarus.   Den ligger i voblasten Vitsebsks voblast, i den norra delen av landet, 150 km norr om huvudstaden Minsk. Ozero Beloje ligger 133 meter över havet. Arean är 0,22 kvadratkilometer. Den sträcker sig 0,6 kilometer i nord-sydlig riktning, och 0,7 kilometer i öst-västlig riktning.
Omgivningarna runt Ozero Beloje är en mosaik av jordbruksmark och naturlig växtlighet. Runt Ozero Beloje är det ganska glesbefolkat, med 22 invånare per kvadratkilometer.